# Boussens (Svizzera)
Boussens (toponimo francese) è un comune svizzero di 980 abitanti del Canton Vaud, nel distretto del Gros-de-Vaud.

## Storia

### Simboli
Lo stemma venne adottato ufficialmente dal comune nel 1924 riprendendo il blasone degli antichi signori di Boussens – che vendettero la loro tenuta nel 1581 alla famiglia Saussure, i quali la tennero fino al 1789 – cambiando però lo smalto del leone da nero a rosso.

## Monumenti e luoghi d'interesse
- Chiesa riformata, attestata dal 1228[3].

## Società

### Evoluzione demografica
L'evoluzione demografica è riportata nella seguente tabella:
Abitanti censiti

## Amministrazione
Ogni famiglia originaria del luogo fa parte del cosiddetto comune patriziale e ha la responsabilità della manutenzione di ogni bene ricadente all'interno dei confini del comune.